# Me Too (movimiento)

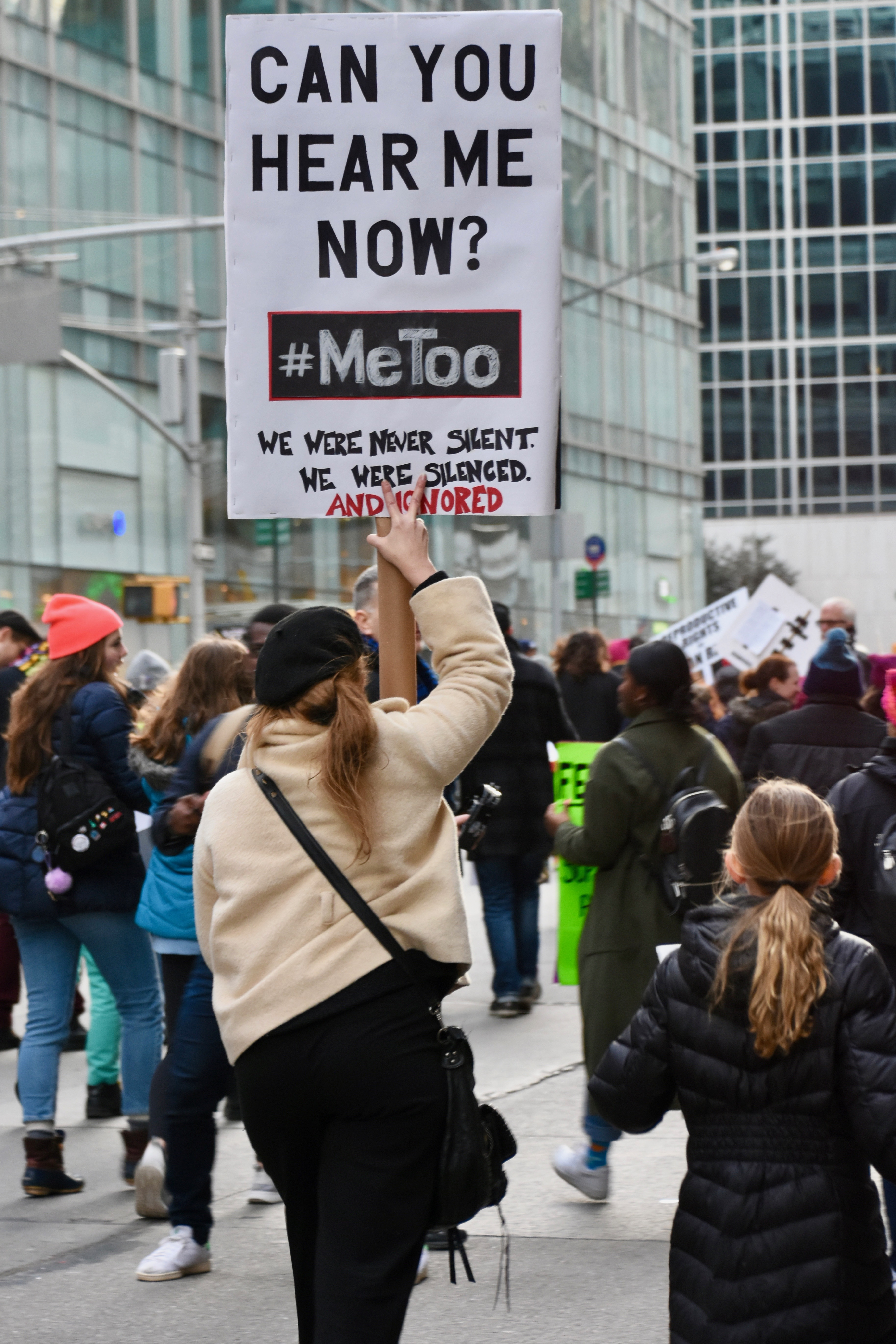
Manifestación en la ciudad de Nueva York, 2018.

«Me Too» (o «#MeToo», en español: «Yo también», con alternativas locales en otros idiomas) es un movimiento social y una campaña de concienciación contra el abuso sexual, el acoso sexual y la cultura de la violación, en el que las mujeres hacen públicas sus experiencias de abuso sexual o acoso sexual. La frase «Me Too» fue utilizada inicialmente en este contexto en las redes sociales en 2006, en Myspace, por la activista Tarana Burke. El hashtag #MeToo se utilizó a partir de 2017 como una forma de llamar la atención sobre la magnitud del problema. «Me Too» tiene como objetivo empoderar a quienes han sido agredidos sexualmente a través de la empatía, la solidaridad y la fuerza de los números, demostrando visiblemente cuántas personas han experimentado agresión y acoso sexual, especialmente en el lugar de trabajo.
Tras la exposición de numerosas acusaciones de abuso sexual contra el productor de cine Harvey Weinstein en octubre de 2017, el movimiento comenzó a propagarse viralmente como un hashtag en las redes sociales. El 15 de octubre de 2017, la actriz estadounidense Alyssa Milano publicó en Twitter: «Si todas las mujeres que han sido acosadas o agredidas sexualmente escribieran 'Me too' como estado, podríamos darle a la gente una idea de la magnitud del problema», diciendo que obtuvo la idea de una amiga. Pronto siguieron una serie de publicaciones y respuestas de alto perfil de celebridades estadounidenses como Gwyneth Paltrow, Ashley Judd, Jennifer Lawrence, y Uma Thurman, entre otras. La amplia cobertura mediática y el debate sobre el acoso sexual, particularmente en Hollywood, dieron lugar a despidos de altos cargos, así como a críticas y reacciones negativas.
Después de que millones de personas comenzaron a usar la frase y el hashtag de esta manera en inglés, la expresión comenzó a extenderse a docenas de otros idiomas. Sin embargo, el alcance se ha vuelto algo más amplio con esta expansión, y Burke posteriormente se refirió a él como un movimiento internacional por la justicia para las personas marginadas. Después de que el hashtag #MeToo se volviera viral a fines de 2017, Facebook informó que casi la mitad de sus usuarios estadounidenses eran amigos de alguien que dijo haber sido agredido o acosado sexualmente.

## Cronología

### 2006 (Tarana Burke)

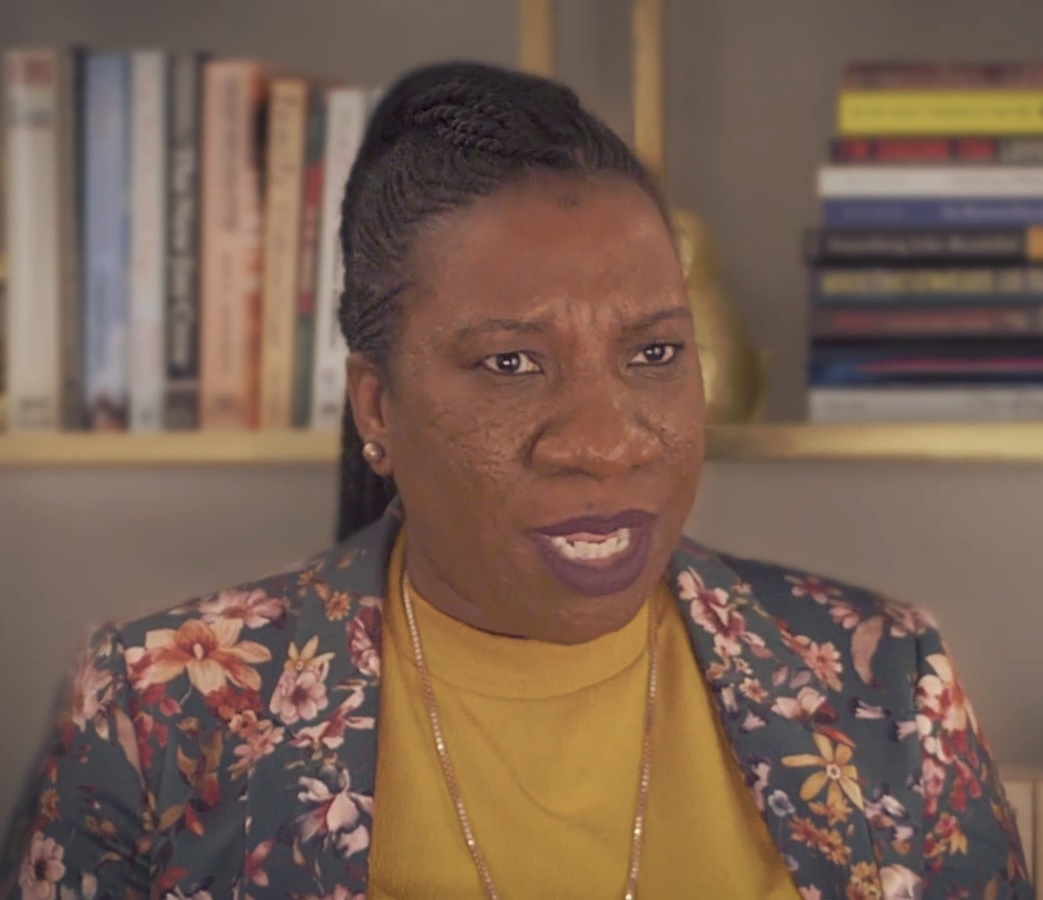
Tarana Burke (2018).

Tarana Burke, activista social y organizadora comunitaria, comenzó a utilizar la frase «Me Too» en 2006, en la red social Myspace para promover el «empoderamiento a través de la empatía» entre las mujeres de color que han sido abusadas sexualmente. Nació en El Bronx, Nueva York el 12 de septiembre de 1973. Mientras crecía, vivió en la pobreza en una familia de bajos ingresos. Fue violada y agredida sexualmente cuando era niña y adolescente. Su madre la animó a ayudar a otros que habían pasado por lo mismo que ella. Se mudó a Selma, Alabama, donde dio a luz a su hija, Kaia Burke, y la crio como madre soltera. Burke, que está creando un documental titulado Me Too, dijo que se inspiró para usar la frase después de no poder responder a una niña de 13 años que le confió que había sido agredida sexualmente. Burke dijo que después deseó haberle dicho simplemente a la niña: Me too («Yo también»).

### 2015 (Ambra Gutierrez)
En 2015, The New York Times informó que Weinstein fue interrogado por la policía «después de que una mujer de 22 años lo acusó de tocarla de manera inapropiada». La mujer, la modelo italiana Ambra Gutierrez, cooperó con el Departamento de Policía de Nueva York (NYPD) para obtener una grabación de audio donde Weinstein admitió haberla tocado de manera inapropiada. A medida que la investigación policial avanzaba y se hacía pública, los tabloides publicaron historias negativas sobre Gutierrez que la retrataban como una oportunista. American Media, editor del National Enquirer, supuestamente aceptó ayudar a silenciar las acusaciones de Gutierrez y Rose McGowan. El fiscal de distrito de Manhattan, Cyrus Vance Jr., decidió no presentar cargos contra Weinstein, alegando evidencia insuficiente de intención criminal, en contra del consejo de la policía local que consideró que la evidencia era suficiente. La fiscalía del distrito de Nueva York y el Departamento de Policía de Nueva York se culparon mutuamente por no presentar cargos.

### 2017 (Alyssa Milano)

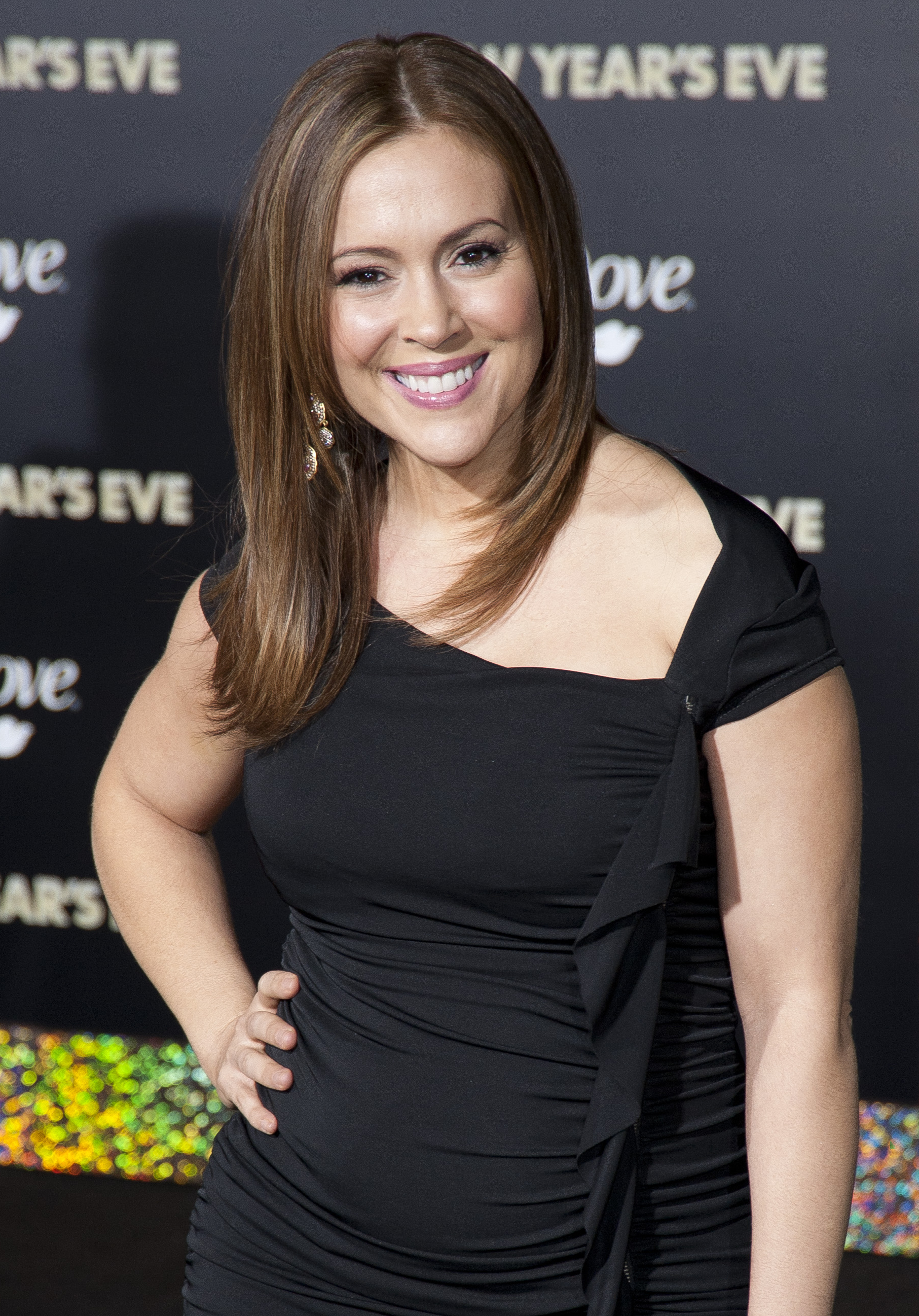
Alyssa Milano fomentó el uso del hashtag después de que surgieran acusaciones contra Harvey Weinstein en 2017.

Tras la exposición generalizada de las acusaciones de comportamiento depredador por parte de Harvey Weinstein, y su propia publicación en el blog sobre el tema, el 15 de octubre de 2017, la actriz Alyssa Milano escribió: If you've been sexually harassed or assaulted write 'me too' as a reply to this tweet («Si has sido acosada o agredida sexualmente, escribe 'yo también' como respuesta a este tuit»), y volvió a publicar la siguiente frase sugerida por Charlotte Clymer: «Si todas las mujeres que han sido acosadas o agredidas sexualmente escribieran 'Me Too' como estado, podríamos dar a la gente una idea de la magnitud del problema». Animó a difundir la frase Me too para intentar llamar la atención sobre el acoso y la agresión sexual. Al día siguiente, 16 de octubre de 2017, Milano escribió: «Acabo de enterarme de un movimiento #MeToo anterior, y la historia de su origen es a la vez desgarradora e inspiradora», y proporcionó el enlace al sitio de Burke. Milano atribuye su identificación con el movimiento MeToo a haber sufrido acoso sexual durante un concierto cuando tenía 19 años.
Antes de #MeToo, se utilizaron varios hashtag s relacionados con compartir historias de acoso sexual en el lugar de trabajo, incluidos #MyHarveyWeinstein, #WhatWereYouWearing, #SurvivorPrivilege, y #YouOkSis.

## Alcance e impacto
La frase fue utilizada más de 200 000 veces el 15 de octubre, y tuiteada más de 500 000 veces el 16 de octubre. En Facebook, el hashtag fue utilizado por más de 4.7 millones de personas en 12 millones de entradas durante las primeras 24 horas. La plataforma informó que el 45% de los usuarios en los Estados Unidos tenían un amigo que había realizado una publicación usando el término.
Decenas de  miles de personas respondieron al tuit de Milano, por ejemplo:
- Patricia Arquette[43]
- Thora Birch[44]
- Björk[45][46]
- Gretchen Carlson
- Barry Crimmins[43]
- Bethany Cosentino[47]
- Sheryl Crow
- Vir Das[48]
- Viola Davis
- Kimya Dawson[49]
- Rosario Dawson
- Felicia Day[45]
- Ellen DeGeneres[50]
- Laura Dreyfuss[51]
- Mallika Dua[48]
- Nikki DuBose[52]
- Sadie Dupuis[47]
- America Ferrera[53][54]
- Lady Gaga
- Ilana Glazer[45]
- Heather Graham[45]
- Sarah Hyland
- Rupi Kaur[55]
- Marne Levine[56]
- Monica Lewinsky[57]
- Amber Liu[58]
- Melanie Lynskey[45]
- McKayla Maroney[59][60]
- Marlee Matlin[61]
- Debra Messing[39]
- Lane Moore[49]
- Javier Muñoz[39]
- Ashleigh Murray[62]
- Anna Paquin[39]
- Pauley Perrette[62]
- Christina Perri[47]
- Busy Philipps
- Emily Ratajkowski[56]
- Molly Ringwald[45]
- Anika Noni Rose[63]
- Jenny Slate[45]
- Gabrielle Union[64]
- Jessica Valenti[55]
- Elizabeth Warren[55][65]
- Evan Rachel Wood
- Reese Witherspoon[66]

Algunos hombres, como los actores Terry Crews y James Van Der Beek, respondieron al hashtag con sus experiencias propias de acoso y abuso, mientras otros respondieron reconociendo comportamientos pasados contra mujeres, creando la etiqueta «HowIWillChange» («Cómo voy a cambiar»).
Además de Hollywood, la declaración «Me Too» provocó el debate sobre el acoso y el abuso sexual en la industria de la música, ciencias, academia y política. En la industria de música, el grupo Veruca Salt utilizó el hashtag #MeToo para airear alegaciones de acoso sexual contra James Toback, y Alice Glass utilizó el hashtag para compartir una historia de presunta agresión sexual y otros abusos por su excompañero de banda en Crystal Castles Ethan Kath.
Cámaras estatales en California, Illinois, Oregón, y Rhode Island respondieron a las acusaciones de acoso sexual que emergieron por la campaña, y varias mujeres políticas contaron sus experiencias sobre acoso sexual, incluidas las senadoras de Estados Unidos Heidi Heitkamp, Mazie Hirono, Claire McCaskill y Elizabeth Warren. La congresista Jackie Speier ha introducido un proyecto de ley para facilitar las denuncias de acoso sexual en el Capitolio.
El 12 de noviembre de 2017 en Hollywood, varios centenares de hombres, mujeres y niños participaron en la «Take Back the Workplace March» y en la «Marcha de Supervivientes #MeToo» para protestar por el abuso sexual.
El 16 de noviembre de 2017 la senadora Kirsten Gillibrand de Nueva York se refirió específicamente al «movimiento Me Too» cuándo fue preguntada sobre las acusaciones de conducta sexual inapropiada de políticos como el presidente Donald Trump, el anterior presidente Bill Clinton, el senador de Minnesota Al Franken y Roy Moore.
El 23 de noviembre de 2017, la actriz Uma Thurman publicó un mensaje en su cuenta de Instagram acompañado del hashtag #MeToo. Ella escribió: «I said I was angry recently, and I have a few reasons, #metoo, in case you couldn't tell by the look on my face». («Dije que estaba enojada recientemente, y tengo algunas razones, #metoo, en caso de que no puedas decirlo por la expresión de mi cara»).

### Time's Up
El 1 de enero de 2018, el colectivo Time's Up (español: «El tiempo se acabó») formado por más de 300 actrices que comenzó a reunirse en octubre, anunció la creación de un fondo en Hollywood para ayudar a mujeres de cualquier estrato social contra el acoso sexual.  El movimiento colapsó a continuación de que se distanció de las mujeres víctimas citadas en un documental producido por Oprah Winfrey, una de las mayores donantes a Time's Up, y de que 18 empleados de Time's Up renunciaron porque la fundadora y miembro de la junta directiva Esther Choo había encubierto ciertas acusaciones de acoso sexual, y de que ayudó al político Andrew Cuomo en su caso contra más de una docena de mujeres quienes lo acusaron de acoso sexual, resultando en su disolución en enero de 2023.
Entre las firmantes de apoyo al fondo están las actrices Ashley Judd, Eva Longoria, America Ferrera, Natalie Portman, Rashida Jones, Emma Stone, Kerry Washington y Reese Witherspoon además de Donna Langley, presidente de Universal Studios; Shonda Rhimes, productora de las series televisivas Grey's Anatomy y Scandal; y Tina Tchen, que fue jefa de gabinete de la ex primera dama de los Estados Unidos Michelle Obama.
En una carta publicada en los diarios The New York Times y La Opinión, la coalición de actrices, directoras, productoras y otras trabajadoras de la industria del cine, la televisión y el teatro se dirigieron a sus «hermanas» en sectores menos lucrativos de la economía de Estados Unidos.
El 7 de enero de 2018, en la ceremonia de entrega de los Globos de Oro de 2017, actores vistieron de color negro siguiendo la consigna lanzada por el colectivo Time's Up como grito unánime contra el acoso sexual. Destacó especialmente el discurso de la periodista y actriz Oprah Winfrey, quien dijo: «Quiero que todas las niñas que están viendo esto sepan que un nuevo día se abre en el horizonte (...)  Cuando ese día amanezca, será gracias a muchas mujeres magníficas, de las cuales algunas hoy están en esta sala».

### Respuesta internacional
El hashtag se extendió en al menos en 85 países, como la India, Pakistán y el Reino Unido. Variantes de la frase fueron tendencia en Francia, utilizando «BalanceTonPorc» («denuncia a tu cerdo»), para animar a compartir en las redes sociales los nombres de sus abusadores. En Filipinas, hombres y mujeres compartieron sus experiencias con sus transgresores. En Italia, mujeres postearon historias de agresión y acoso con el hashtag «#QuellaVoltaChe» («aquella vez que»)." En español el hashtag que se utilizó fue «#YoTambién». En las zonas francófonas de Canadá la campaña se realizó con el hashtag «#MoiAussi» («yo también»). En Israel, el hashtag hebreo «גםאנחנ#» («Nosotras también») fue tendencia el 18 de octubre, con una página central en el diario Yedioth Ahronoth. En Suecia, varias mujeres utilizaron el hashtag para denunciar al presentador de televisión Martin Timell, cuyo programa en TV4 fue cancelado el 20 de octubre de 2017, y el supuesto abuso del periodista Fredrik Virtanen hacia ellas.
El Parlamento Europeo celebró una sesión directamente en respuesta a la campaña Me Too, tras la que aumentaron las denuncias de abuso en el Parlamento y en las oficinas de la Unión Europea en Bruselas. Cecilia Malmström, la Comisaria Europea para el Comercio, específicamente citó el hashtag como la razón de la reunión que se había celebrado. En el Reino Unido, la Oficina del Gobierno ha lanzado una investigación ante la denuncia de que el miembro del Parlamento Mark Garnier ordenó a una secretaria comprar juguetes sexuales para su mujer y su amante.
En China, la webesfera reaccionó con rabia tras las afirmaciones de los medios de que el acoso era un problema foráneo, ya que los hombres chinos están supuestamente educados y culturalmente preparados para ser protectores.
En Hong Kong, la atleta Vera Lui Lai-Yiu denunció su propio caso de abuso sexual con el hashtag en su página de Facebook en su 23 cumpleaños. Decidió revelar su caso tras una acción similar de la gimnasta McKayla Maroney. Lui utilizó de manera específica el hashtag «#metoo» con su propia imagen sosteniendo una hoja de papel con las palabras manuscritas «#metoo lly» (sus iniciales).

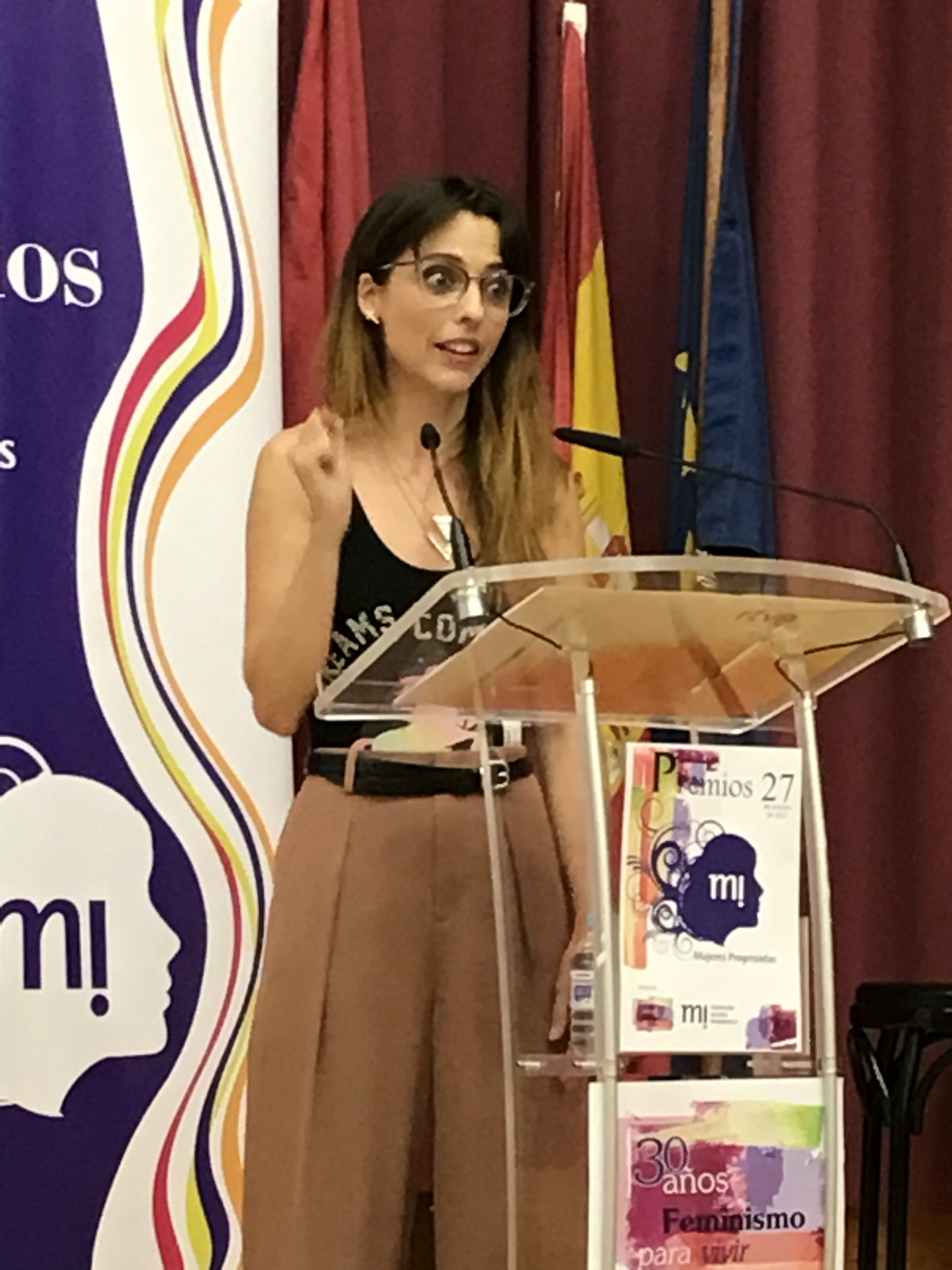
Leticia Dolera en los Premios Mujeres Progresistas 2017.

En España, el 25 de octubre varias actrices españolas reconocieron en un reportaje la existencia de acoso sexual en el cine español, entre ellas Maru Valdivieso, Aitana Sánchez-Gijón, Carla Hidalgo y Ana Gracia. También explicaron casos sufridos de acoso la actriz, guionista y directora de cine Leticia Dolera y Bárbara Rey.
En México, el 23 de marzo de 2020, cientos de mujeres denunciaron la violencia psicológica y sexual de escritores mexicanos creando la etiqueta #MeTooEscritoresMexicanos, al día siguiente día 134 escritores fueron mencionados, ocho de ellos, por más de cinco personas. Después de esta cuenta surgieron otras de ámbitos como el periodismo, cine, teatro, activismo, agencias de publicidad,  la programación y la política. La Red de Periodistas Mexicanas (PUM) movió también la etiqueta #MeTooPeriodistasMexicanos, en el comunicado que publicaron el 25 de marzo se recibieron más de 120 denuncias. 
Lista de hashtags locales alternativos:
- Mundo Árabe: أنا_كمان# (español: YoTambién)
- Argentina, #MiraComoNosPonemos
- Canadá, áreas de habla francesa: #MoiAussi (español: YoTambién)
- China: #我也是 (español: YoTambién)
- Corea del Sur: #미투 (español: YoTambién)
- Mundo anglosajón: #MeToo (español: YoTambién)
- España: #YoTambién, #NiEre (español: YoTambién)
- Finlandia: #memyös (español: NosotrasTambién)
- Francia: #balanceTonPorc (español: DenunciaATuCerdo)
- Irán: #من_هم_همینطور (español: YoTambién)
- Italia: #QuellaVoltaChe (español: AquellaVezQue)
- Israel: גםאנחנו# (español: NosotrasTambién)
- Japón: #meToo (español: YoTambién)
- Noruega: #stilleforopptak (español: SilencioParaDeclarar)
- Rusia: #Ятоже (español: YoTambién)
- Túnez: #EnaZeda[110]
- Vietnam: #TôiCũngVậy (español: YoTambién)
- México: #MeTooMx  (español : Yo también)

### Efecto social
Me Too ha tenido implicaciones en la sociedad, la legislación y la vida tal y como era conocida antes de que este movimiento apareciese en 2017. Algunos de los principales cambios han sido la mayor defensa de la igualdad en las artes escénicas, prescindir de azafatas en el automovilismo, y legislaciones para no subvencionar medios de comunicación que incluyan publicidad con contenidos para adultos.

## Crítica
El hashtag ha sido criticado por situar la responsabilidad de la denuncia sobre el abuso y acoso sexual sobre quienes lo han experimentado, algo que podría ser retraumatizante. Algunos consideraron que el hashtag inspiraba fatiga e indignación, en lugar de una comunicación emocionalmente densa. Burke inicialmente había criticado al movimiento por ignorar el trabajo de las mujeres negras al crear un diálogo sobre la agresión sexual. Sin embargo, ella saludó a los que participaron en el movimiento y le dio crédito a Milano por reconocer el movimiento similar de Burke.
Hay voces que cuestionan la falta de verificación de algunos testimonios anónimos lanzados en páginas Me Too, así como el levantamiento, en algunos casos, de testimonios falsos, y el tono excesivamente violento de las reacciones sin haber en principio verificaciones legales de las propias acusaciones emitidas, lo cual puede afectar indebidamente a inocentes. Entre quienes han emitido este tipo de cuestionamientos se encuentran Blanche Petrich, Elena Poniatowska y Marta Lamas.